# Dipsas indica
Espèce
Synonymes
- Dipsas petersi Hoge & de Lemos Romano, 1975

Dipsas indica  est une espèce de serpents de la famille des Dipsadidae.

## Description
Cette espèce a le corps comprimé latéralement. Sa coloration est très variable, du brun clair au noir. les juvéniles sont nettement plus contrastés et présentes des motifs différents des adultes. Adulte, Dipsas indica mesure généralement entre 60 et 80 cm. 

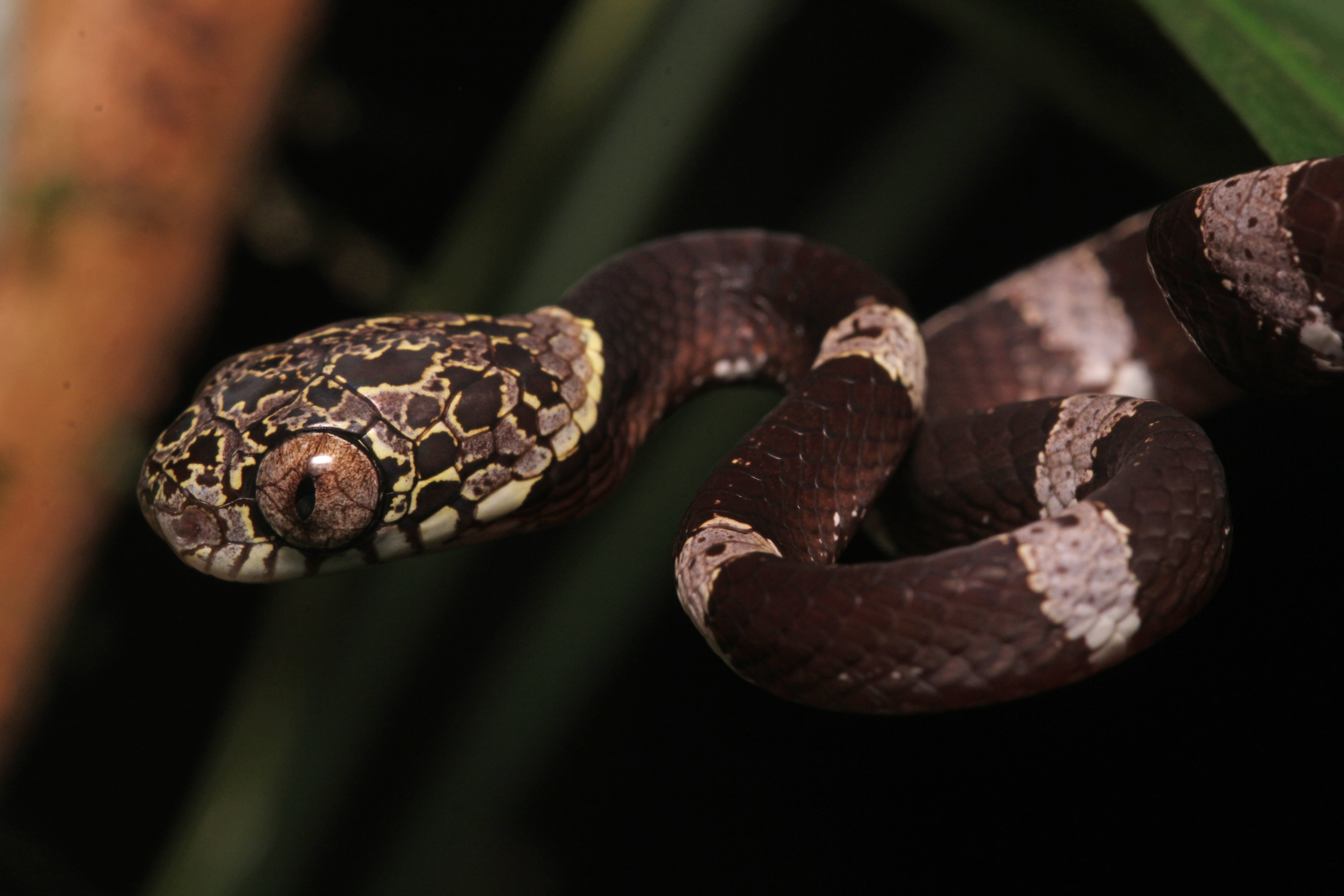
Jeune individu de Dipsas indica, Guyane.

## Répartition
Cette espèce se rencontre dans la forêt amazonienne  et dans la forêt atlantique. Elle est présente au Brésil, en Bolivie, au Pérou, en Équateur, en Colombie, au Venezuela, au Guyana, en Suriname et en Guyane, jusqu'à 1 000 m d'altitude.

## Biologie
Cette espèce vie dans les forêts tropicales humides. Comme toutes les espèces du genre Dipsas, elle se nourrit exclusivement de gastéropodes.

## Liste des sous-espèces
Selon The Reptile Database (19 août 2015) :
- Dipsas indica ecuadoriensis Peters, 1960
- Dipsas indica indica Laurenti, 1768
- Dipsas indica petersi Hoge & de Lemos Romano, 1975

## Taxinomie
La sous-espèce Dipsas indica petersi a été élevée au rang d'espèce par Harvey et Embert en 2009 puis a été rétrogradée au statut de sous-espèce.

## Publications originales
- Hoge & de Lemos Romano, 1975 : A new subspecies of Dipsas indica from Brazil (Serpentes, Colubridae, Dipsadinae). Memórias do Instituto Butantan, vol. 39, p. 51-60.
- Laurenti, 1768 : Specimen medicum, exhibens synopsin reptilium emendatam cum experimentis circa venena et antidota reptilium austracorum, quod authoritate et consensu. Vienna, Joan. Thomae, p. 1-217.
- Peters, 1960 : The snakes of the subfamily Dipsadinae. Miscellaneous Publications, Museum of Zoology, University of Michigan, no 114, p. 1-224 (texte intégral).